# Théorie stratégique du commerce international
La théorie stratégique du commerce international est une théorie du commerce international qui explique le commerce international par la captation de rentes commerciales par des entreprises multinationales subventionnées par leur État d'origine. Cet théorie est favorable à un protectionnisme ciblé.

## Historique
La théorie stratégique du commerce internationale s'est développée progressivement au milieu du XXe siècle. Il s'agit d'abord d'une extension de la théorie du protectionnisme éducateur : lorsqu'une industrie naît, l’État devrait la protéger avec des mesures protectionnistes, le temps qu'elle se développe. Des articles importants sont publiés dans les années 1940 et 1950 pour justifier les interventions publiques dans les pays en développement, notamment en Asie et en Amérique latine (Hirschman en 1945, Prebisch en 1950 et 1959, Gerschenkron en 1962).

## Concept
La théorie stratégique du commerce international est une théorie selon laquelle l’État, en subventionnant des entreprises nationales, peut leur permettre de croître et ainsi de capter des parts de marché à l'international de manière pérenne. L’État peut, parallèlement, mettre en place des politiques protectionnistes sur des secteurs ciblés afin de protéger leur croissance et la mise en place de leur avantage comparatif.
Dans le cas d'une concurrence imparfaite, et sous certaines conditions, un gouvernement peut avoir intérêt à opter pour une politique stratégique, qui pourrait avoir de meilleurs résultats économiques que le libre échange. Les pays se construisent ainsi leur propre avantage comparatif.
La théorie stratégique s'inscrit dans le cadre des nouvelles théories du commerce international, qui montrent que les avantages comparatifs sont parfois non les causes, mais le résultat, des échanges internationaux. L’État aurait ainsi pour mission de créer un environnement favorable aux firmes afin qu'elles puissent croître et s'exporter.

## Critiques et débats
La subvention par une puissance publique à une entreprise est parfois critiquée comme une rupture de la loyauté entre pays concurrents.